# Dictyna albida
Dictyna albida är en spindelart som beskrevs av O. Pickard-Cambridge 1885. Dictyna albida ingår i släktet Dictyna och familjen kardarspindlar. Inga underarter finns listade i Catalogue of Life.